# Фёглё
Фёглё — община в Финляндии, на Аландских островах. Площадь составляет 1 869 км², из которых 1 734 км² заняты водой. Население составляет 579 человек (на 31 января 2011 года), плотность населения — 4,3 чел/км². Официальный язык — шведский (родной для 90,6 % населения), другой язык — финский (3,1 %).
С другими городами архипелага и с материковой Финляндией община соединена только паромными переправами. Основная промышленность региона — переработка рыбы.
Южная оконечность общины является также самой южной точкой Финляндии — 59°30′10″ с. ш. 20°21′10″ в. д.